# 莊智世惠
莊 智世惠（しょう ちよえ）は、日本の声楽家（メゾソプラノ、アルト）。音楽教育者。新字体で「荘智世恵」と記載されることが多い。姉はピアニストの莊良江。

## 経歴
静岡県浜松市出身。1955年（昭和30年）東京藝術大学入学。1959年（昭和34年）東京藝術大学卒業。畑中良輔に師事。1960年（昭和35年）専攻科在学中にオーストリア政府給費留学生として渡欧。ウィーン国立音楽大学でエリーザベト・ラドー、リリー・コラー、エリック・ヴェルバ、ヨーゼフ・ヴィット等に師事、発声、ドイツ歌曲・オラトリオ、オペラの各分野を学んだ。1963年（昭和38年）同アカデミーを最優秀で卒業。ザルツブルク音楽祭のコンサートに出演、ブラームス『アルト・ラプソディ』を独唱。また、ウィーン音楽祭アンサンブルの一員としてイタリア各地を演奏旅行。フランク・マルタン『魔法の酒』ブランゲネ、バッハのカンタータ、ヘンツェ、ノーノの作品を歌う。その後、ウルム歌劇場と専属契約を結び、数多くのオペラに出演する他、ウィーン、グラーツ、ザルツブルク、スイス各地でスイス・ロマンド管弦楽団とのヴェルディ『レクイエム』、メンデルスゾーン『パウルス』協演を始めとするオラトリオ、リサイタル、放送、レコーディング等、多彩な演奏活動を行い、1969年（昭和44年）帰国。
帰国以来、二期会や東京室内歌劇場などで、ロッシーニ『セビリアの理髮師』、ビゼー『カルメン』、モーツアルト『フィガロの結婚』、ムソルグスキー『ボリス・ゴドゥノフ』、ヨハン・シュトラウス2世『ジプシー男爵』、ニコライ『ウインザーの陽気な女房達』、ヴォルフガング・フォルトナー『血の婚礼』、菅野浩和『昔ばなしによる変奏曲とパルティータ』等のオペラに出演する他、リサイタル、オラトリオ、オーケストラとの協演、放送、レコーディング等に活躍。
音楽教育面でも、国立音楽大学教授を務めるなど、数多くの後進の育成に力を注いでいる。主な門下生に西義一、松下雅人、武村愛子、大滝実、土方京子、前川朋子、黒田晋也、山崎三代子、末和子、浜田慎也、牧野正人、海出智和子、鈴木芳惠、法嶋隆志、関谷裕子、折河宏治、水船桂太郎、加藤和子、秋山尚子、西村裕子、武仲千恵、新美立子、MIYUKI、鈴木茂明、斉藤紀子、髙谷晶子、山本幸雄、山田佳代子、江﨑亜希子、小澤慎吾、那知上晃などがいる。現在も毎年公開レッスンを開催するなど、指導の第一線で活躍している。
二期会会員。ドイツ連邦共和国声楽教育家連盟会員。国立音楽大学名誉教授。

## 受賞歴
- 1963年（昭和38年）日本音楽コンクール第2位[34]
- ヴェルヴィエ国際声楽コンクール（ベルギー ）メゾ＝アルト部門第2位[1]
- ザルツブルク国際夏期音楽アカデミー主催声楽コンクール第1位[1]
- 1973年度（昭和48年度）第1回ウィンナーワルド・オペラ賞（のちのジロー・オペラ賞）
- 1973年（昭和48年）第12回音楽クリティッククラブ賞本賞（荘智世恵アルト・リサイタルの功績：1973年3月29日 大阪厚生年金会館 中ホール）[35]
- 1975年度（昭和50年度）文化庁芸術祭 音楽部門優秀賞「荘智世恵独唱会」の演奏に対し[36]

## 楽界活動
- 1996年（平成8年）第1回 - 1999年（平成11年）第2回静岡国際オペラコンクール審査員[37]
- 2005年（平成17年）第9回P.I.A.Japan音楽コンクール ドイツリート部門審査員[38]

## 主なディスコグラフィー
- LP ドイツ歌曲集/singt lieder 深澤亮子（ピアノ）VICTOR SJX-9570 1982年

## 訳書
- 『歌唱芸術のすべて（Der wissende Senger Gesanglexikon in Skizzen）』フランツィスカ・マルティーンセン＝ローマン著 荘智世恵、中澤英雄 共訳 1994年3月 音楽之友社[39]